# Snottertjärnen, Norrbotten
Snottertjärnen är en sjö i Bodens kommun i Norrbotten och ingår i Råneälvens huvudavrinningsområde. Sjön har en area på 0,0393 kvadratkilometer och ligger 134,8 meter över havet.

## Delavrinningsområde
Snottertjärnen ingår i det delavrinningsområde (736819-177255) som SMHI kallar för Nedlagd mätstation. Medelhöjden är 161 meter över havet och ytan är 5,65 kvadratkilometer. Räknas de 25 avrinningsområdena uppströms in blir den ackumulerade arean 501,14 kvadratkilometer. Rörån (Livasälven) som avvattnar avrinningsområdet har biflödesordning 2, vilket innebär att vattnet flödar genom totalt 2 vattendrag innan det når havet efter 76 kilometer. Avrinningsområdet består mestadels av skog (61 procent) och sankmarker (37 procent). Avrinningsområdet har 0,04 kvadratkilometer vattenytor vilket ger det en sjöprocent på 0,7 procent.